# Triphosa dimidiata
Triphosa dimidiata är en fjärilsart som beskrevs av Stewart 1802. Triphosa dimidiata ingår i släktet Triphosa och familjen mätare. Inga underarter finns listade i Catalogue of Life.